# Time division multiple access
TDMA (англ. Time division multiple access) — метод часового поділу одного фізичного каналу зв'язку (зазвичай радіо).
Є додатком мультиплексування каналу з поділом за часом (TDM - англ. Time Division Multiplexing) до радіозв'язку.
Він дозволяє кільком користувачам використовувати цю саму частоту (радіо канал), але лише в певні інтервали часу. Ці інтервали (кадри) надаються почергово кожному користувачу каналу через які він може передавати чи приймати інформацію.